# Двойной квазар
Двойной квазар (также известный как: Twin QSO, Double Quasar, SBS 0957+561, TXS 0957+561, Q0957+561 or QSO 0957+561 A/B) был обнаружен в 1979 году и стал первым идентифицированным объектом с гравитационной линзой. Это квазар, который появляется в виде двух изображений в результате гравитационного линзирования, вызванного галактикой YGKOW G1, расположенной непосредственно между Землей и квазаром.

## Квазар
Двойной квазар или квазар-близнец — это одиночный квазар, внешний вид которого искажён гравитацией другой галактики. Этот эффект гравитационного линзирования является результатом искривления пространства-времени соседней галактикой, как описано общей теорией относительности. Таким образом, один квазар выглядит как два отдельных изображения, разделённых 6 арксекундами (секунда дуги). Оба изображения имеют видимую величину 17, при этом компонент A имеет звёздную величину 16,7, а компонент B — 16,5. Разница во времени между двумя изображениями составляет 417 ± 3 дней.
Двойной квазар прибывает с красным смещением z = 1,41 (8,7 млрд св.лет), в то время как линзирующая галактика находится с красным смещением z = 0,355 (3,7 млрд св.лет). Линзирующая галактика с видимым размером 0,42 × 0,22 угловых минуты лежит почти на одной линии с изображением B, на расстоянии 1 угловой секунды. Квазар находится в 10 угловых минутах к северу от NGC 3079, в созвездии Большая Медведица.

## Линза
Линзирующая галактика YGKOW G1 (иногда называемая G1 или Q0957+561 G1) представляет собой гигантскую эллиптическую галактику (тип CD), находящуюся в скоплении галактик.

## История
Квазары QSO 0957+561A/B были обнаружены в начале 1979 года англо-американской командой Денниса Уолша, Роберта Карсвелла и Рэя Веймана с помощью 2,1-метрового телескопа в Национальной обсерватории Китт-Пик в Аризоне, Соединенные Штаты. Команда заметила, что два квазара были необычно близки друг к другу, и что их красное смещение и спектр видимого света были очень похожи друг на друга. Они опубликовали свое предположение о "возможности того, что это два изображения одного и того же объекта, сформированных гравитационной линзой".
Двойной квазар был одним из первых непосредственно наблюдаемых эффектов гравитационного линзирования, который был описан в 1936 году Альбертом Эйнштейном как следствие его Общей теории относительности 1916 года, хотя в этой статье 1936 года он также предсказал: "Конечно, нет надежды наблюдать это явление напрямую".
Критики выявили разницу во внешнем виде между двумя квазарами на радиочастотных изображениях. В середине 1979 года команда, возглавляемая Дэвидом Робертсом в Очень Большой Антенной Решётке (VLA) близ Сокорро, штат Нью-Мексико, обнаружила релятивистскую струю, выходящую из квазара A, не имеющую соответствующего эквивалента в квазаре B. Кроме того, расстояние между двумя изображениями, 6 угловых секунд, было слишком велико, чтобы быть вызванным гравитационным эффектом галактики G1, галактики, идентифицированной вблизи квазара B.
Янг и др. обнаружили, что галактика G1 является частью скопления галактик, которое увеличивает гравитационное отклонение и может объяснить наблюдаемое расстояние между изображениями. Наконец, команда, возглавляемая Марком В. Горенштейном, наблюдала практически идентичные релятивистские струи в очень малых масштабах как от A, так и от B в 1983 году, используя интерферометрию с очень длинной базовой линией (VLBI). Последующие, более подробные наблюдения VLB продемонстрировали ожидаемое увеличение струи изображения B по отношению к струе изображения A. Разница между крупномасштабными радиоизображениями объясняется особой геометрией, необходимой для гравитационного линзирования.
Небольшие спектральные различия между квазаром А и квазаром В можно объяснить разной плотностью межгалактической среды на световых путях, что приводит к различному межзвёздному поглощению.
30 лет наблюдений показали, что изображение квазара A достигает Земли примерно на 14 месяцев раньше, чем соответствующее изображение B, что приводит к разнице в длине пути 1,1 светового года.
В 1996 году команда Гарвард-Смитсоновского центра астрофизики во главе с Руди Шилдом обнаружила аномальное колебание кривой освещенности одного изображения, которое, по их предположению, было вызвано планетой размером примерно в три массы Земли в пределах галактики. Эта гипотеза не может быть доказана, потому что случайное совпадение, которое привело к ее открытию, никогда больше не повторится. Однако, если бы это можно было подтвердить, это сделало бы ее самой удаленной из известных планет, находящейся на расстоянии 4 миллиардов световых лет.
В 2006 году Шилд предположил, что объект в центре Q0957+561 не является сверхмассивной черной дырой, как принято считать для всех квазаров, а вечно коллапсирующим магнитосферным объектом.